# Olympus Mons
Olympus Mons (latinsky Hora Olymp) je nejvyšší známá hora sluneční soustavy, která se nachází na povrchu Marsu v severozápadní části oblasti Tharsis. Jedná se o klasickou štítovou sopku, která má na vrcholku několikanásobnou kalderu. Ční se svojí výškou 27 km nad nulovou nadmořskou výškou Marsu (zhruba 21,5 km nad gravitačním povrchem Marsu, podle měření laserovým výškoměrem Mars Orbiter (MOLA)). Je přibližně třikrát vyšší než nejvýše položená hora na Zemi Mount Everest a dvakrát vyšší než nejvyšší sopka Země Mauna Kea (počítáno od báze sopky na dně oceánské kůry). Její základna zabírá plochu odpovídající přibližně území Francie. Hora byla astronomům známa již na konci 19. století, ještě před lety kosmických sond, na základě pozorování rozdílného albeda (míry odrazivosti světla) povrchu. Tento albedový útvar dostal pojmenování Nix Olympica („Olympský sníh“) a byl všeobecně považován za pohoří či horu. Definitivní potvrzení přinesl ale až věk kosmických výprav k planetě.
Olympus Mons je součástí většího komplexu Tharsis, ve kterém se nachází několik dalších vysokých sopek, se kterými tvoří řetězec vzniklý během sopečných erupcí v historii Marsu. Jsou jimi Arsia Mons, Pavonis Mons a Ascraeus Mons, které se nacházejí v jižním až jihovýchodním směru od hory.

## Jméno

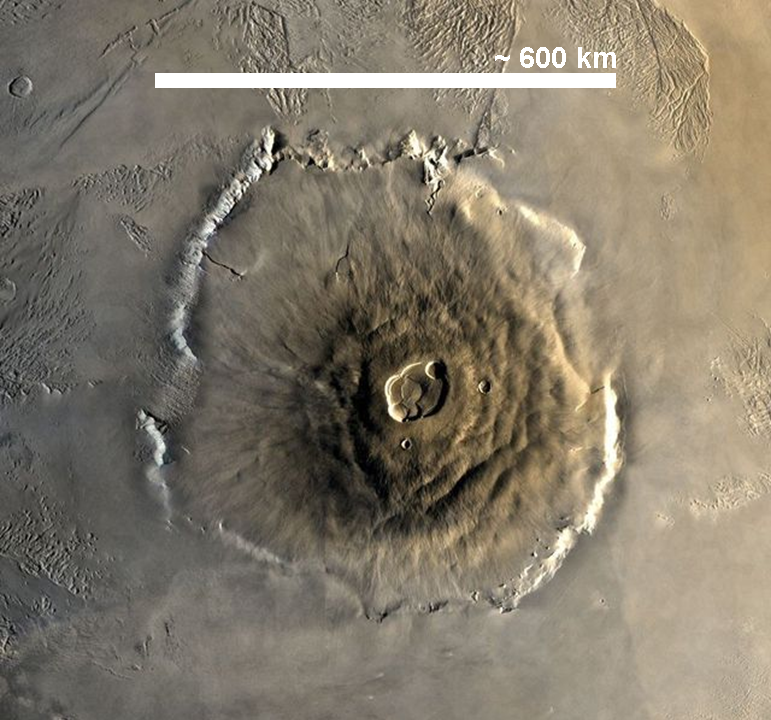
Celkový pohled na vulkán i s jeho masivní základnou

Název pochází od bájné hory Olymp, na které měli sídlit řečtí bohové. Starší název pro sopku byl Nix Olympica, což se dá volně přeložit do češtiny jako Sněhy Olympu, jelikož se při prvotních pozorováních zdál bělavý. Později byla sněhobílá barva vysvětlena pozorovanými mračny z oxidu uhličitého a vody.

## Popis

Horizontální srovnání Olympus Mons s územím Polska

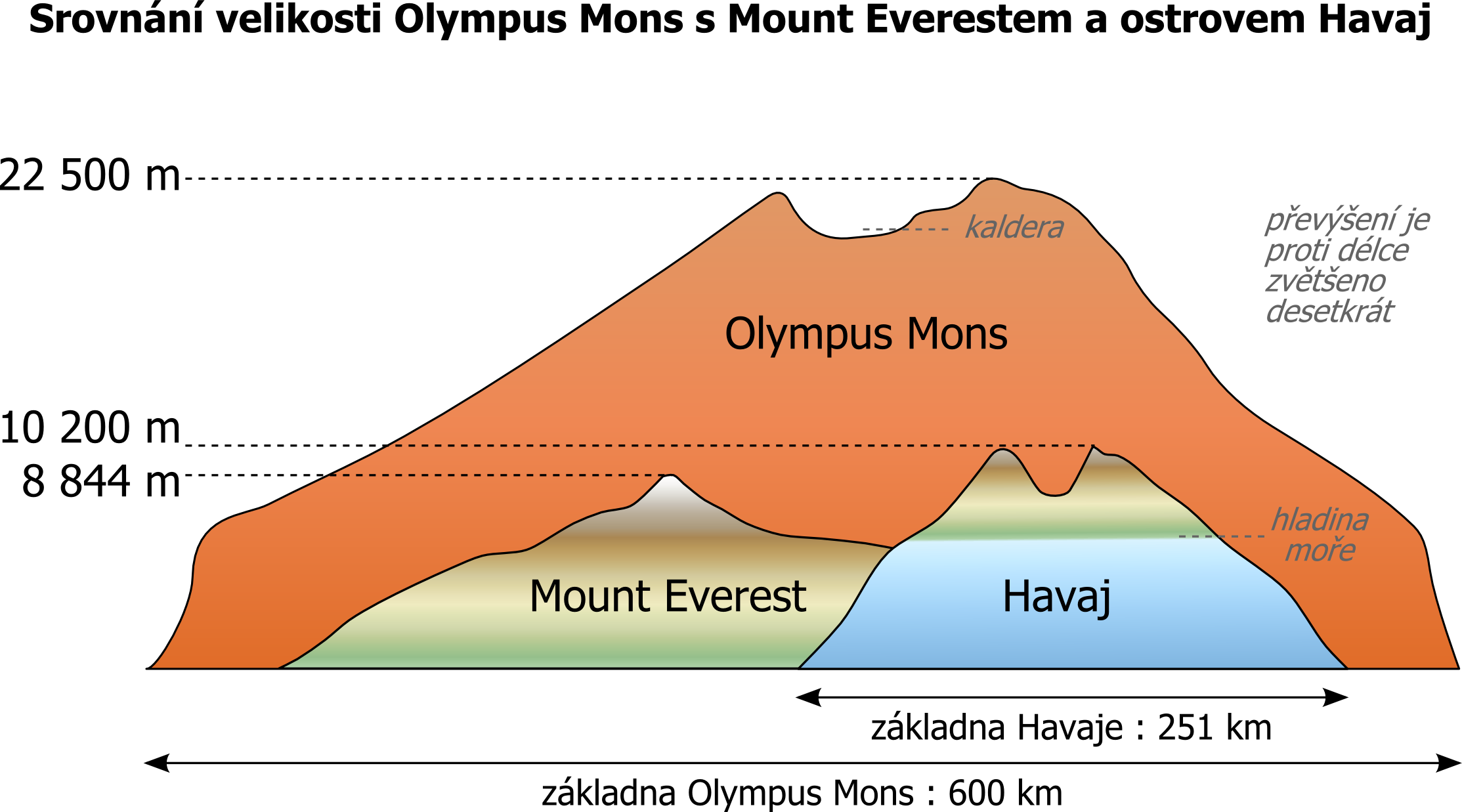
Vertikální srovnání Olympus Mons s ostrovem Havaj a s Mount Everestem

Základna kužele má průměr 624 km, což odpovídá přibližně rozloze Polska, přičemž průměr kaldery (jícnu sopky) je zhruba 85 km. Výška sopky dosahuje 27 km, či 21,9 km (podle použité střední hodnoty povrchu Marsu). Velikost Olympu může být porovnávána s velikostí největší pozemské sopky Mauna Kea nacházející se v Havajském souostroví, která je vysoká pouze 10 km a její průměr je 120 km, takže je 2,5× nižší.

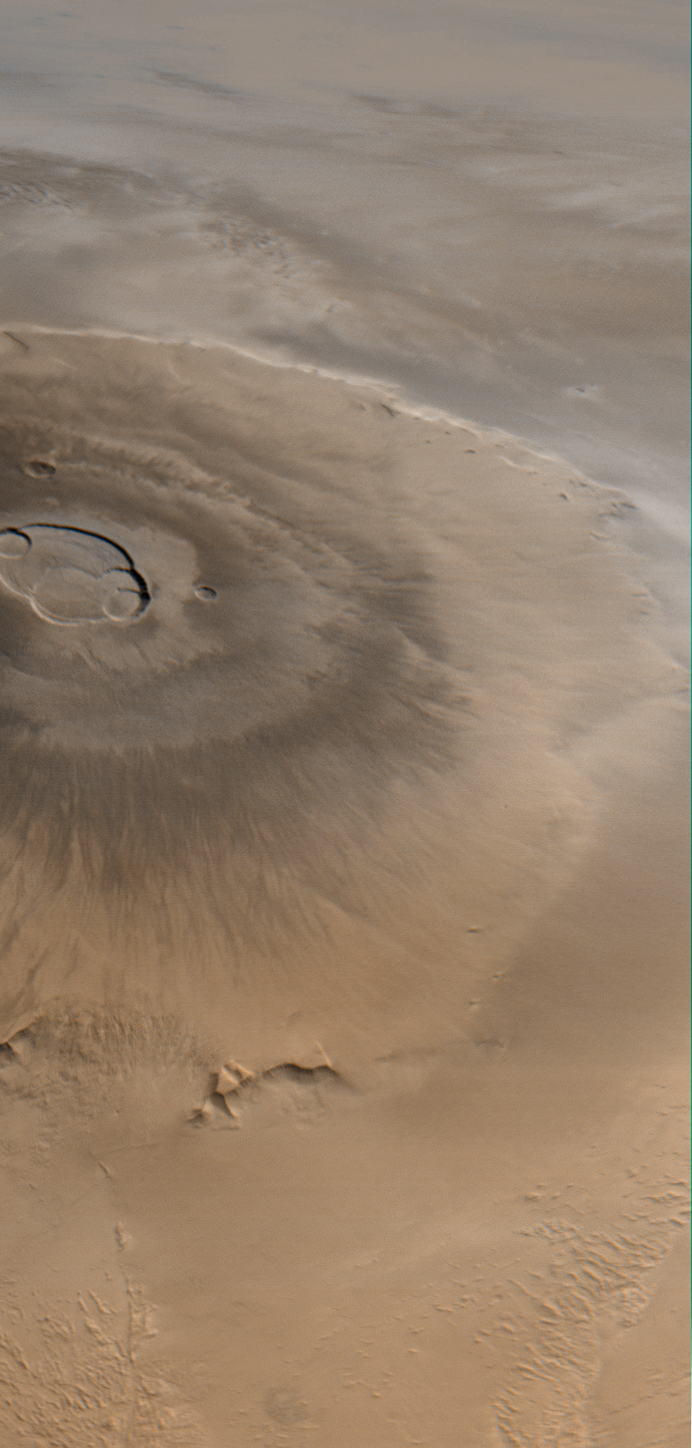
Ukloněný pohled na Olympus Mons z paluby americké sondy Mars Global Surveyor

Při pohledu z vrcholku Olympus Mons by případný pozorovatel neměl pocit, že stojí na nejvyšší „hoře“ soustavy, jelikož vlivem obrovské rozlohy základny spadají její svahy pouze pod úhlem 2,5° až 5°. Výjimku tvoří spodní část sopky, posledních 6 km vytváří téměř kolmou stěnu. Jedná se o zcela atypické zakončení štítové sopky, které nemá známý ekvivalent. Pro vznik tohoto útvaru neexistuje žádné zcela přesvědčivé vysvětlení (jedna hypotéza například předpokládá výskyt ledovce okolo hory, který by mohl způsobit atypické zakončení). Při pohledu do dálky by se tedy zdálo, že se jedná jen o mírně zvlněnou krajinu. Změna by nastala při pohledu do kaldery sopky, kde se nachází propadlina hluboká až 3 km.
Těleso sopky není symetrické, ale hora je protáhlá severozápadním směrem, naopak směrem k jihovýchodu je zúžená. Existuje názor, že toto netypické pokřivení by mohlo být způsobeno magmatickými rezervoáry pod povrchem, které by teoreticky mohly umožňovat přežívání či případný výskyt jednoduchého života. Na svazích Olympu Mons se nacházejí dva větší krátery, které byly IAU dočasně pojmenovány jako kráter Karzok (průměr 15,6 km) a kráter Pangboche (průměr 10,4 km).

### Kaldera
Kaldera na vrcholku Olympu Mons je několikanásobně propadlá, vzniklá kolapsem dna do vyprázdněného magmatického rezervoáru. Její šířka dosahuje okolo 80 km a hloubka až 3 km (s maximální hloubkou 4 km). V jižní, nejstarší části kaldery, se nachází tektonické zlomy, které vznikly jako výsledek extenze po kolapsu dna do vyprázdněných komor.
Při detailním mapování kaldery bylo rozpoznáno šest jednotlivých kolapsů, které se postupně odehrály a vytvořily současnou podobu vrcholku hory.

## Vulkanismus
Olympus Mons je obrovská štítová sopka, která vznikla erupcí málo viskózní a tedy vysoce mobilní lávy unikající z kaldery po dlouhou dobu. Vysoká pohyblivost lávy umožnila roztečení materiálu do širokého okolí a vytvoření útvaru s velice nízkými svahy. Na základě analogie pozemských nízkoviskózních láv se předpokládá, že těleso sopky je tvořeno hlavně bazickými až ultrabazickými lávami (např. bazalty). Jelikož je na povrchu Marsu menší gravitační působení, může být těleso sopky i v těchto enormních rozměrech stabilní.

### Sopečná aktivita
V roce 2004 snímkovala evropská sonda Mars Express starý lávový proud na svahu sopky. Pozdějším průzkumem založeným na sčítání množství kráterů a jejich velikosti se přišlo na to, že západní strana sopky byla vytvořena před přibližně 115 milióny lety a některé menší oblasti dokonce pouze před 2 milióny lety. V geologickém pohledu se případně jedná o velice nedávnou erupci, která by mohla naznačovat, že je Olympus Mons, respektive Mars stále vulkanicky aktivní.
Důvodem extrémního rozměru sopky je s největší pravděpodobností chybějící desková tektonika v kůře Marsu, která by pohybovala litosférickými deskami, respektive v případě Marsu jedinou litosférickou deskou. Olympus Mons vznikl nejspíše nad horkou skvrnou a oproti například pozemské Havaji nepostupovala deska dále a nevznikla tak další sopka. Veškerý unikající materiál ze skvrny se soustředil na vznik jediné masivní sopky.

## Olympus Mons v kultuře
- Románová sci-fi prvotina Ondřeje Neffa Jádro pudla se odehrává v podhůří Olympus Mons.
- Olympus Mons se vyskytuje v epizodě Pod kopyty bugolů (anglicky Where the Buggalo Roam) vědeckofantastického televizního seriálu Futurama.[16]
- Sopku sjížděla Sabrina – mladá čarodějnice.